# 海斯維爾 (愛荷華州)
海斯維爾（英語：Hayesville）是一個位於美國愛荷華州基奧卡克縣的城市。

## 地理
海斯維爾的座標為41°15′52″N 92°14′56″W / 41.26444°N 92.24889°W，而該地的平均海拔高度為241米（即797英尺）。

## 人口
根據2010年美國人口普查的數據，海斯維爾的面積為0.65平方千米，當中陸地面積為0.65平方千米，而水域面積為0.00平方千米。當地共有人口50人，而人口密度為每平方千米76人。